# RTÉ2
RTÉ2 (en irlandés, RTÉ a Dó) es un canal televisión abierta irlandesa, gestionado por el ente público Raidió Teilifís Éireann (RTÉ). Se creó en 1978 y a diferencia de la primera cadena del grupo RTÉ One, que es generalista, la segunda cadena se dirige a un público juvenil.
Está disponible en toda la República de Irlanda a través de la señal analógica y digital, y también puede verse en Irlanda del Norte a través del cable y satélite.

## Historia
Durante los años 1970 se barajaron distintas opciones en Irlanda sobre un segundo canal de televisión: un servicio operado por RTÉ, una cadena comercial, o la reemisión de BBC One en Irlanda del Norte. Al final, gracias a la victoria en las urnas del partido Fianna Fáil, que prometió en su programa electoral un nuevo canal nacional, se decidió que RTÉ se encargase del servicio.
RTÉ2 comenzó sus emisiones el 2 de noviembre de 1978 con una gala desde Cork. Durante sus primeros años se caracterizó por emitir programas de las británicas BBC e ITV además de reposiciones de RTÉ1, y sólo prestaba servicio por la noche. Pero no tuvo el mismo éxito que el primer canal.
En septiembre de 1988 se produjo un cambio drástico: el canal fue renombrado Network 2 (N2). Para atraer al público se aumentó el horario de emisión, que comenzaba a las 14:30, y se trasladaron varios programas de RTÉ1 dirigidos al público joven como The Den, el espacio infantil de RTÉ, o las series estadounidenses y las retransmisiones deportivas. Por otra parte, también se pasaron los programas en gaélico. Las audiencias mejoraron y la marca se mantuvo durante algunos años con variaciones en la imagen corporativa
En 2004 N2 pasó a llamarse RTÉ Two. Aunque se realizaron varios cambios, como un aumento del contenido nacional, se mantuvo un enfoque muy similar durante una década. En 2014 se recuperó el nombre original RTÉ2 y se hizo una programación específica para menores de 35 años.

## Programación
RTÉ está enfocada a un público joven, y la mayor parte de sus emisiones son producciones estadounidenses o británicas. En muchos casos, la programación norteamericana suele emitirse antes en RTÉ que en otras cadenas pertenecientes a la UER o europeas. También es más abierta a otros formatos como los espacios de telerrealidad.
La programación se divide en un bloque infantil, RTÉjr, que abarca desde la mañana hasta las cinco de la tarde. Su canal propio se lanzó en mayo de 2011. Después figura la programación juvenil (TRTÉ), con la emisión de series como Los Simpson, y programas de carácter cultural o deportivo (como la FAI League of Ireland o la UEFA Champions League). El prime time suele estar copado por series de EE. UU. como Lost o The Big Bang Theory. RTÉ2 cuenta con unos informativos, que se emiten a las 23:00.

## Identidad Gráfica

Logo de RTÉ Two desde el 2 de octubre de 2004
Logo de RTÉ Two HD desde el 27 de mayo de 2011

## Organización

### Dirigentes
Director general :
- Cathal Goan

Director RTÉ Television :
- Noel Curran

Director de informativos :
- Ed Mulhall

### Capital
RTÉ Two pertenece en un 100 % al radiodifusor estatal Raidió Teilifís Éireann. La mayor parte de sus beneficios provienen de una tarifa audiovisual.